# Vouvant
Vouvant – miejscowość i gmina we Francji, w regionie Kraj Loary, w departamencie Wandea.
Według danych na rok 1990 gminę zamieszkiwało 829 osób, a gęstość zaludnienia wynosiła 41 osób/km² (wśród 1504 gmin Kraju Loary Vouvant plasuje się na 654. miejscu pod względem liczby ludności, natomiast pod względem powierzchni na miejscu 544.).
Urodził tu się dyplomata papieski ks. Dominique Rézeau.